# Rosemarie Frankland
Pour les articles homonymes, voir Frankland.
Rosemarie Frankland, née le 1er février 1943 et décédée le 2 décembre 2000, est une top model galloise.

## Biographie
Née à Rhosllannerchrugog, Wrexham, dans le nord-est du Pays de Galles en 1943, Frankland déménage à Lancashire, en Angleterre, encore enfant. Elle a participé à de nombreux concours de beauté et remporte le titre de Miss pays de Galles et, en 1961 à Londres, elle devient (comme Miss Royaume-Uni) la première femme britannique et la septième européenne à remporter le concours de Miss Monde. Elle fut également la première dauphine de Miss Univers 1961. Quand Bob Hope la couronna Miss Monde, il déclara qu'elle était la plus belle fille qu'il ait jamais vue.
Après son titre, Frankland a entrepris une courte carrière d'actrice. Son rôle le plus important (et le dernier) est celui du film I'll Take Sweden (1965) avec Bob Hope et elle fit une apparition dans A Hard Day's Night des Beatles. En 1970, elle épouse le chanteur/guitariste des The Grass Roots, Warren Entner (en) et va vivre à Los Angeles. En 1976, elle a donné naissance à une fille, Jessica, et a divorcé en 1981.
Luttant contre la dépression, elle meurt d'une overdose à Marina Del Rey. Ses cendres ont été ramenées au cimetière de Rhosllannerchrugog en février 2001.